# بوکوفینا
بوکوفینا (به رومانیایی: Bucovina) (به اوکراینی: Буковина/Bukovyna)(به لهستانی: Bukowina)(به آلمانی: Bukowina) منطقه‌ای تاریخی در دامنه‌های شمالی در شمال شرق کوههای کارپات و دشت‌های مجاور است. در حال حاضر بوکوفینا بین رومانی و اوکراین تقسیم شده‌است.

## نگارخانه

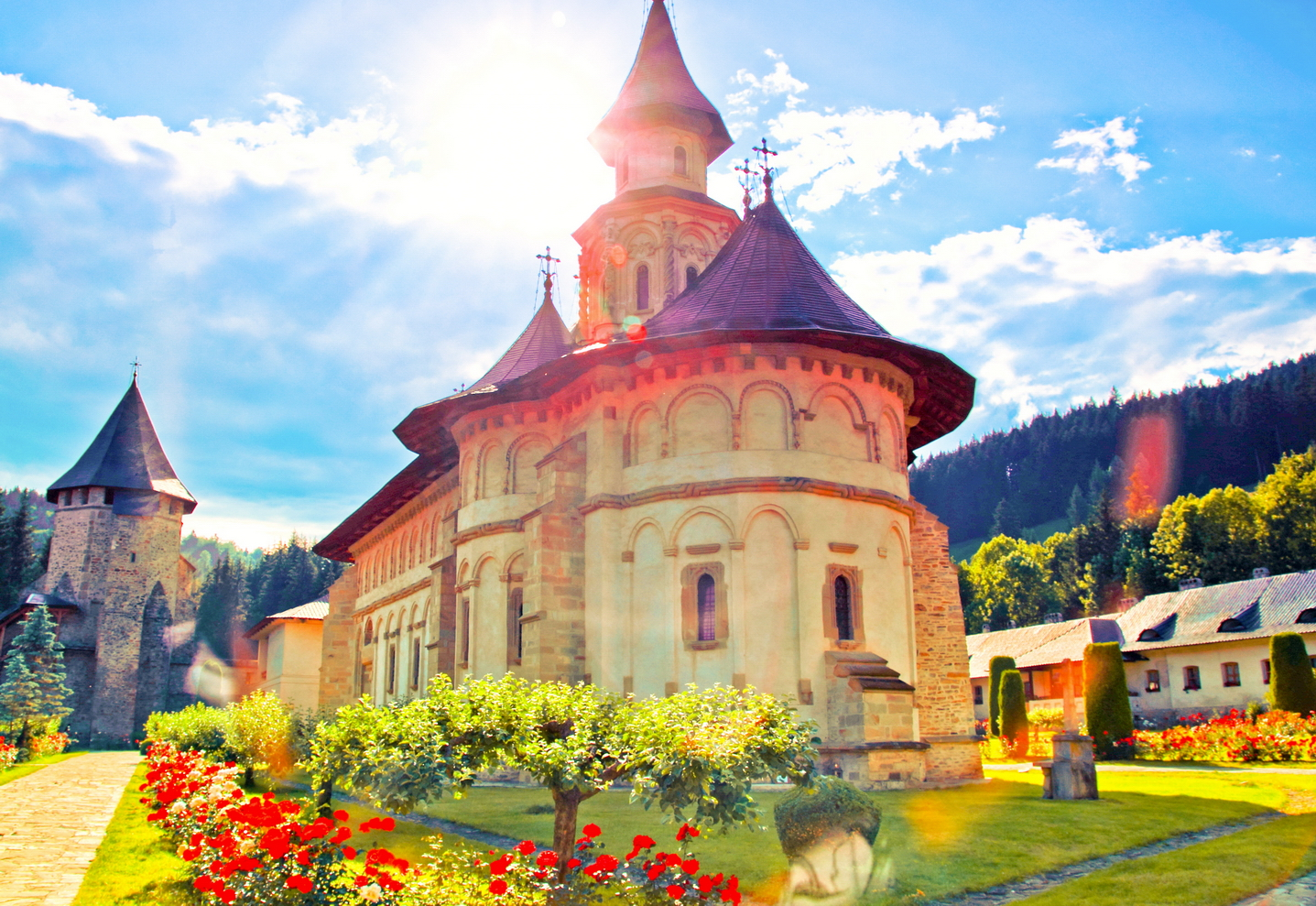
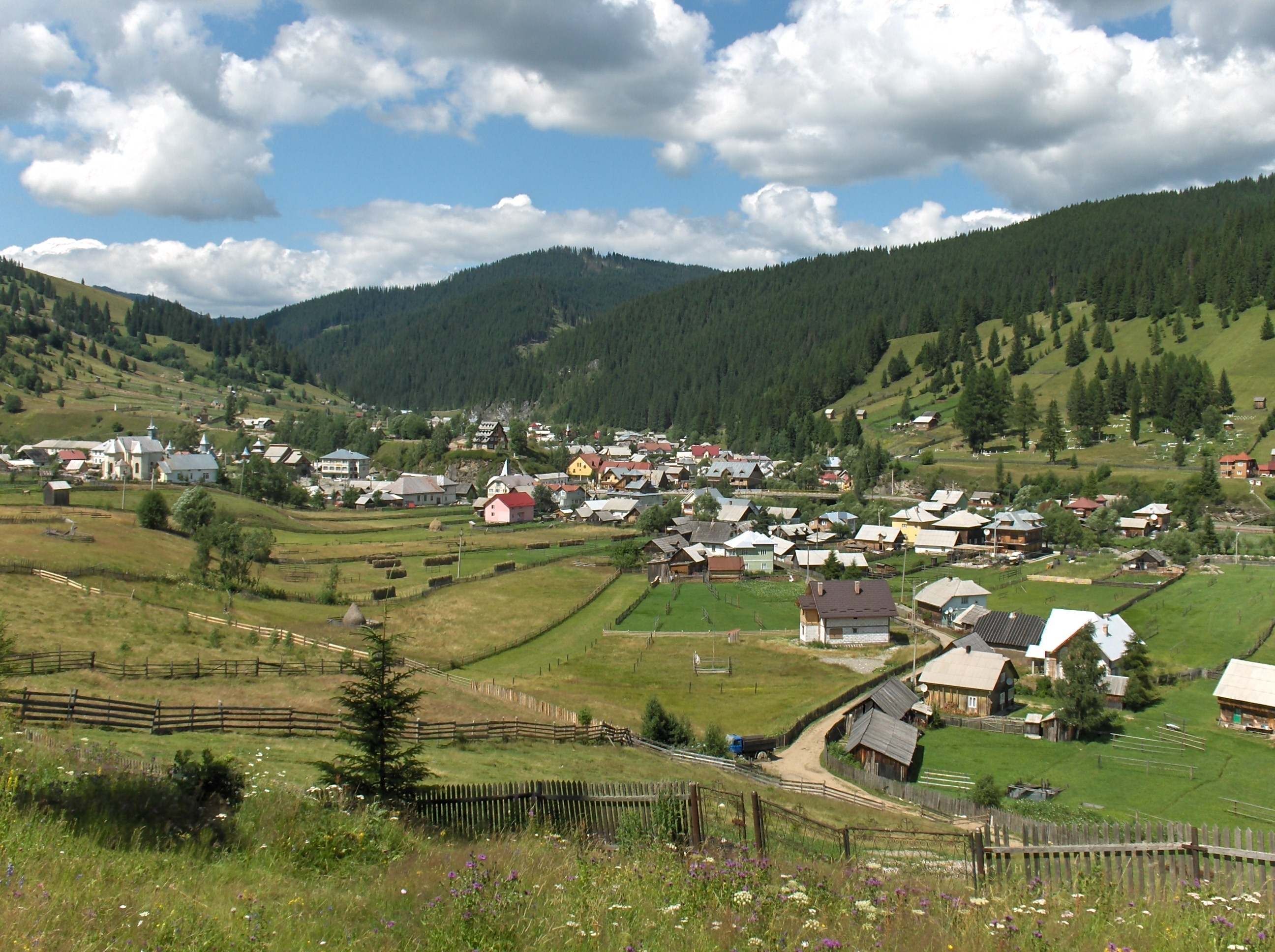
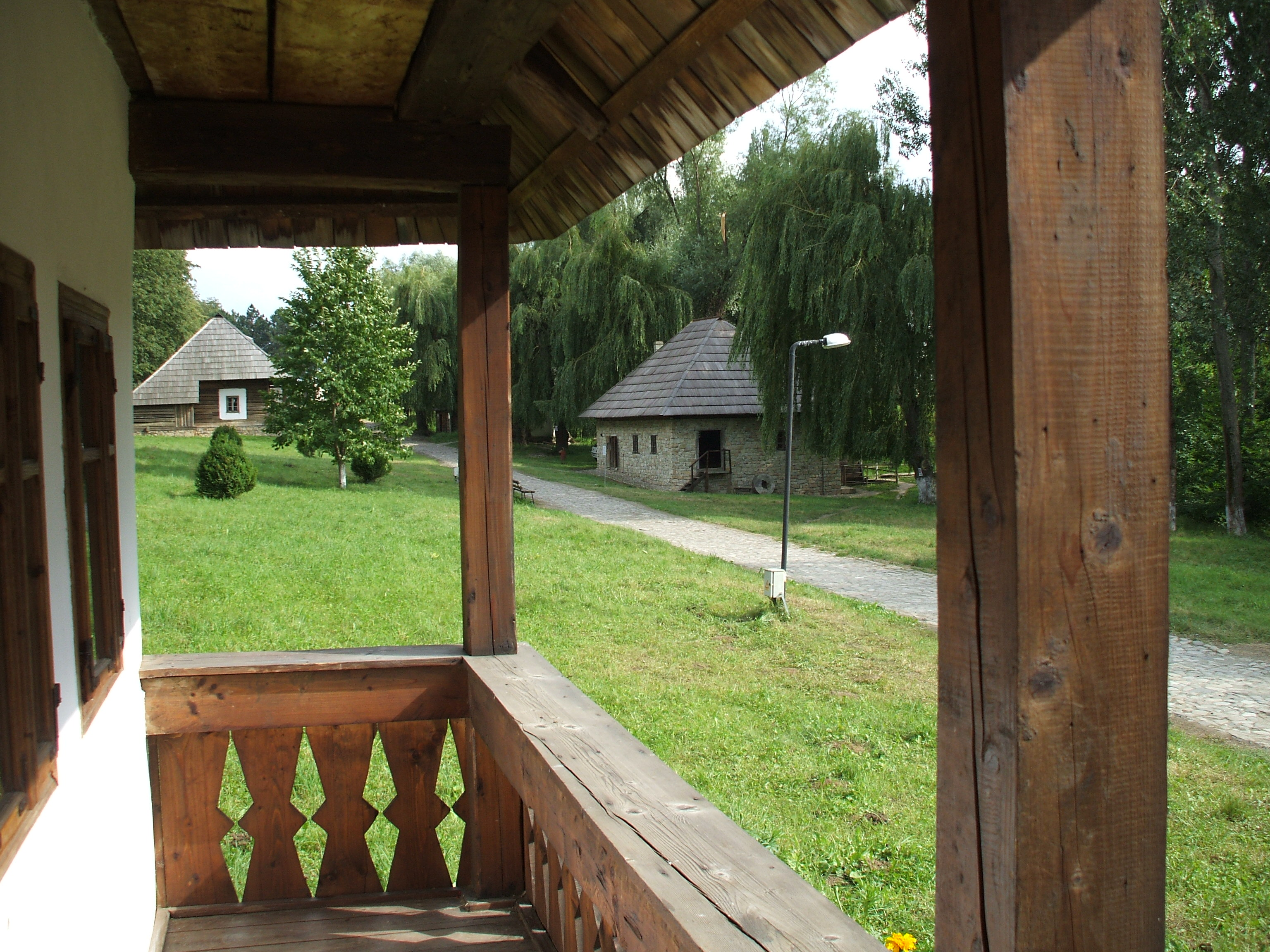
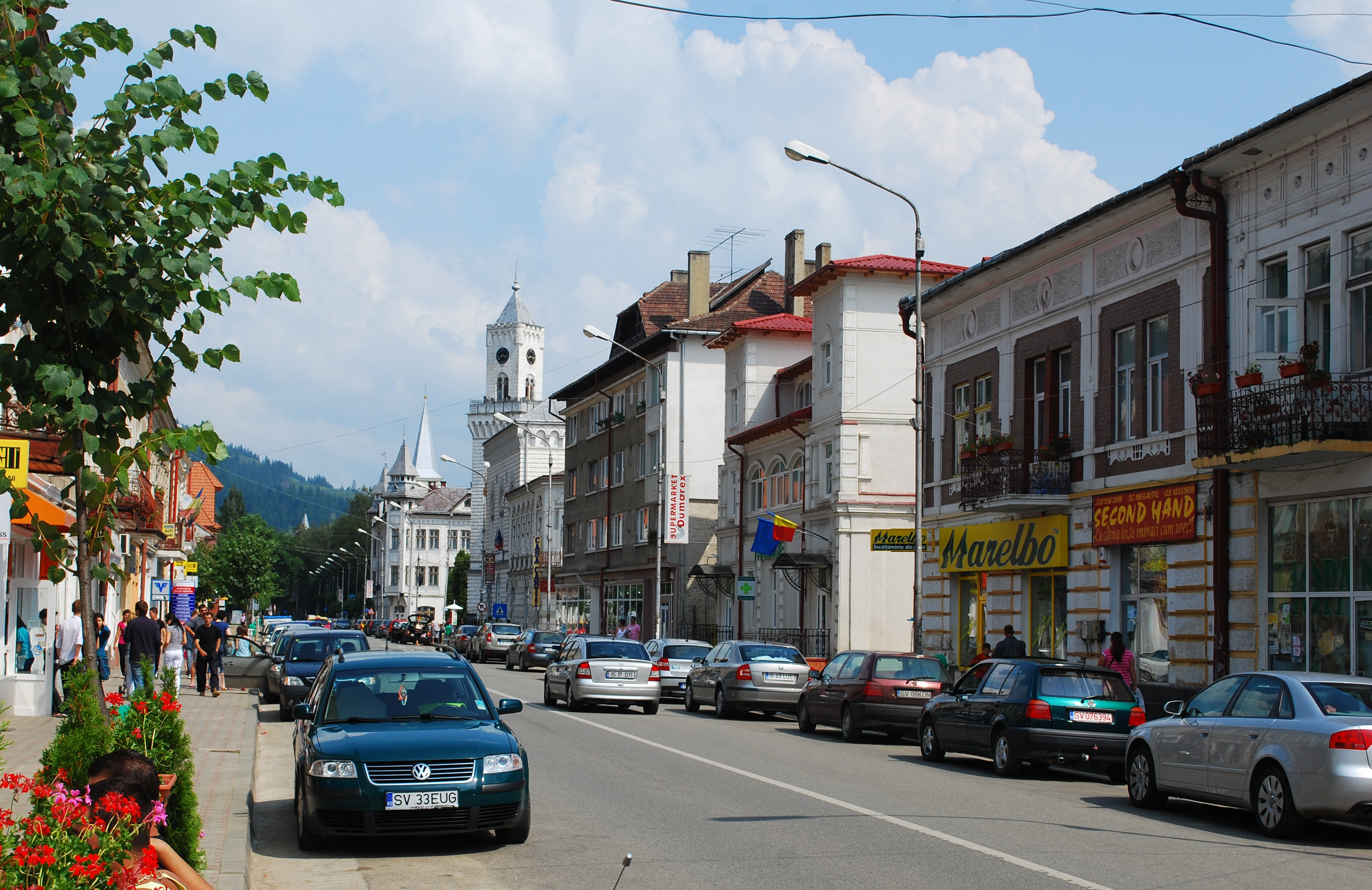
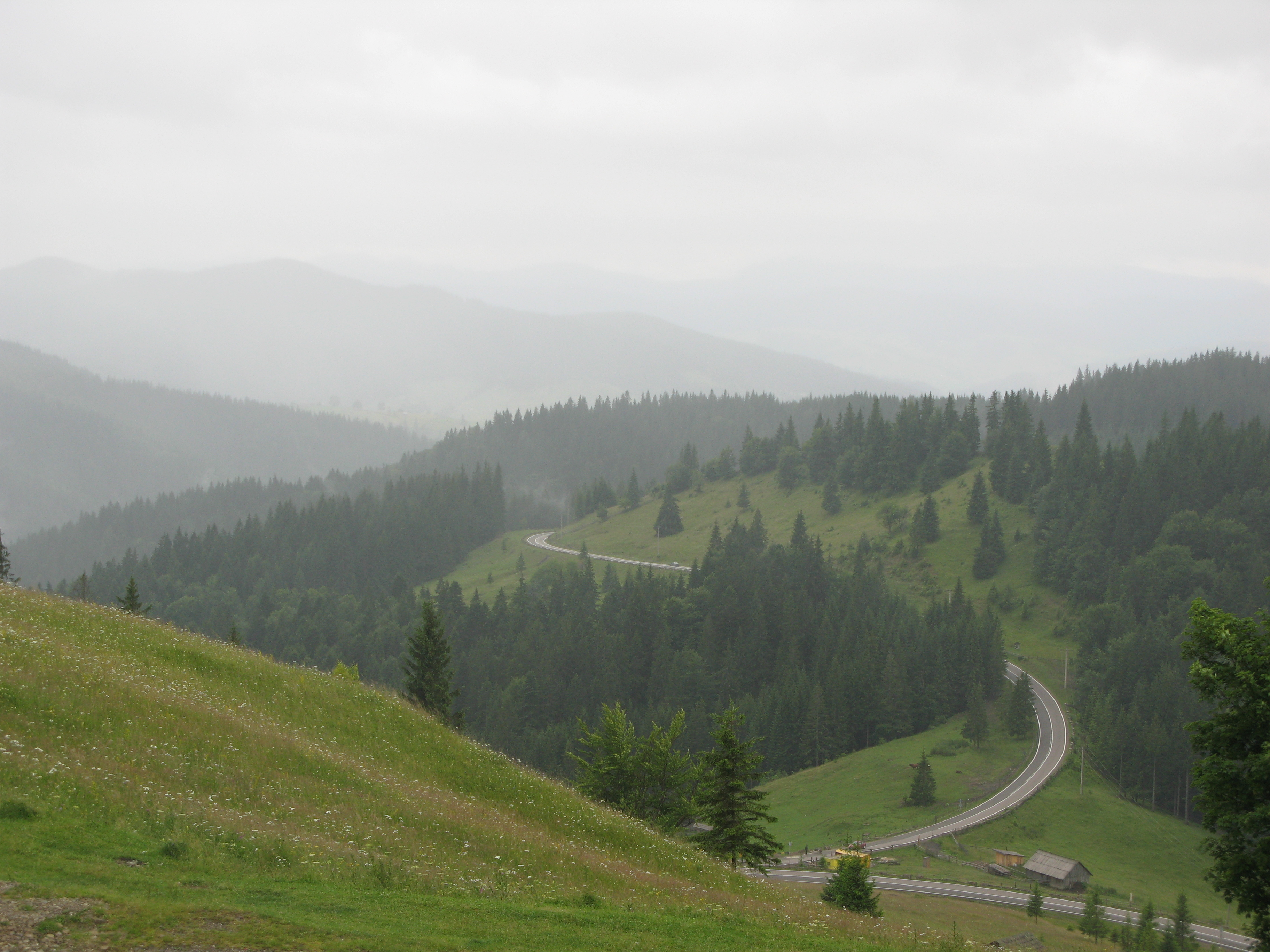
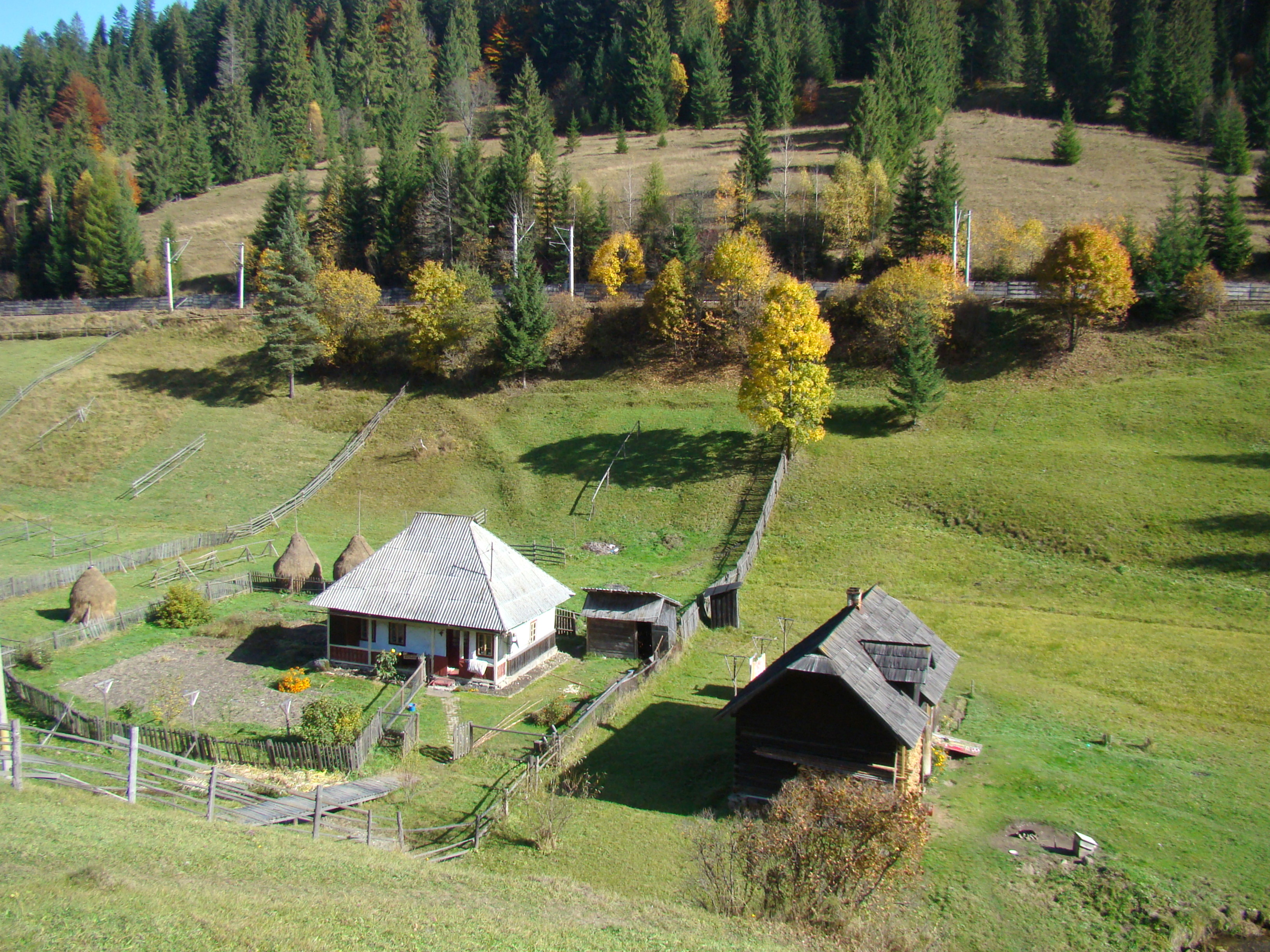
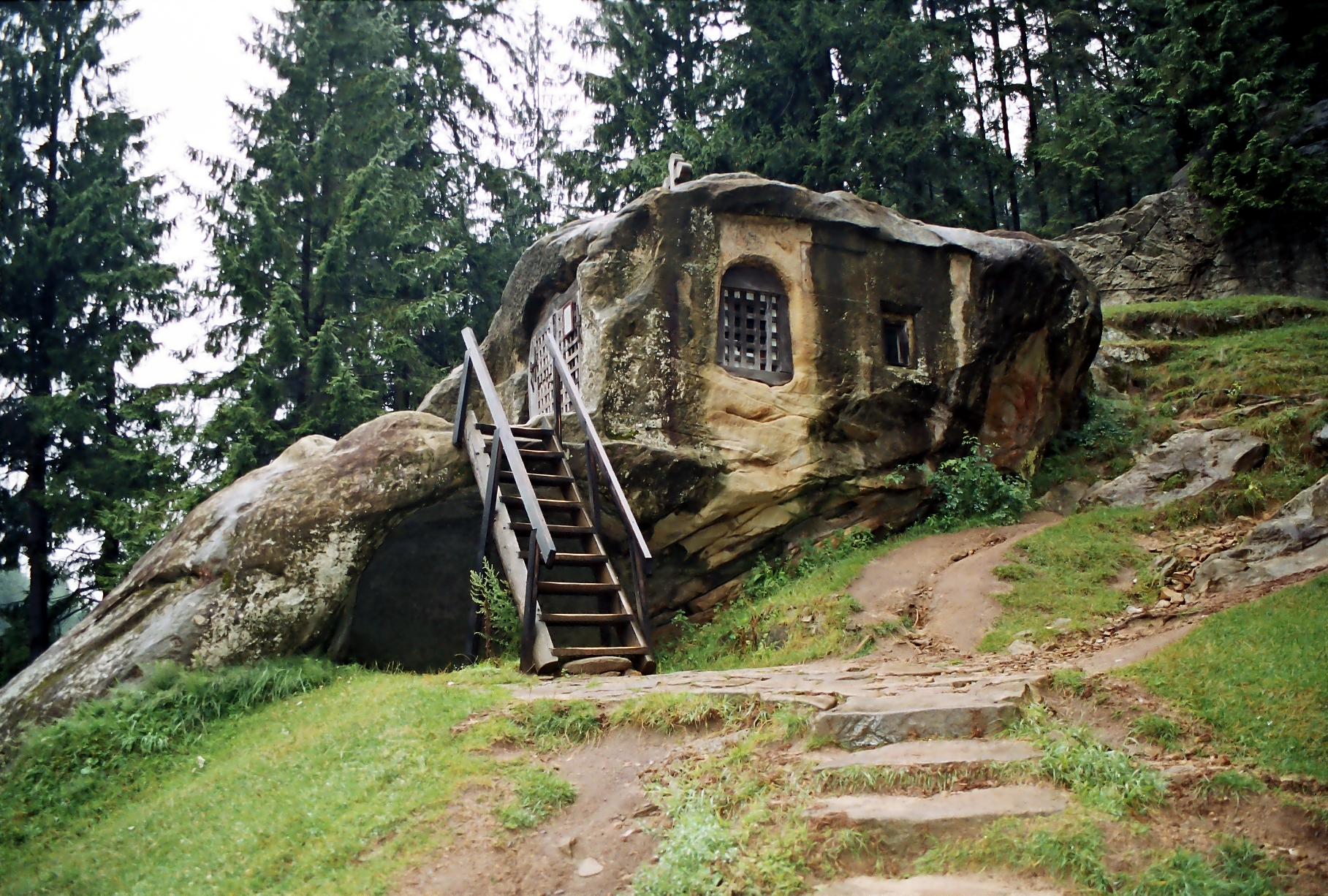
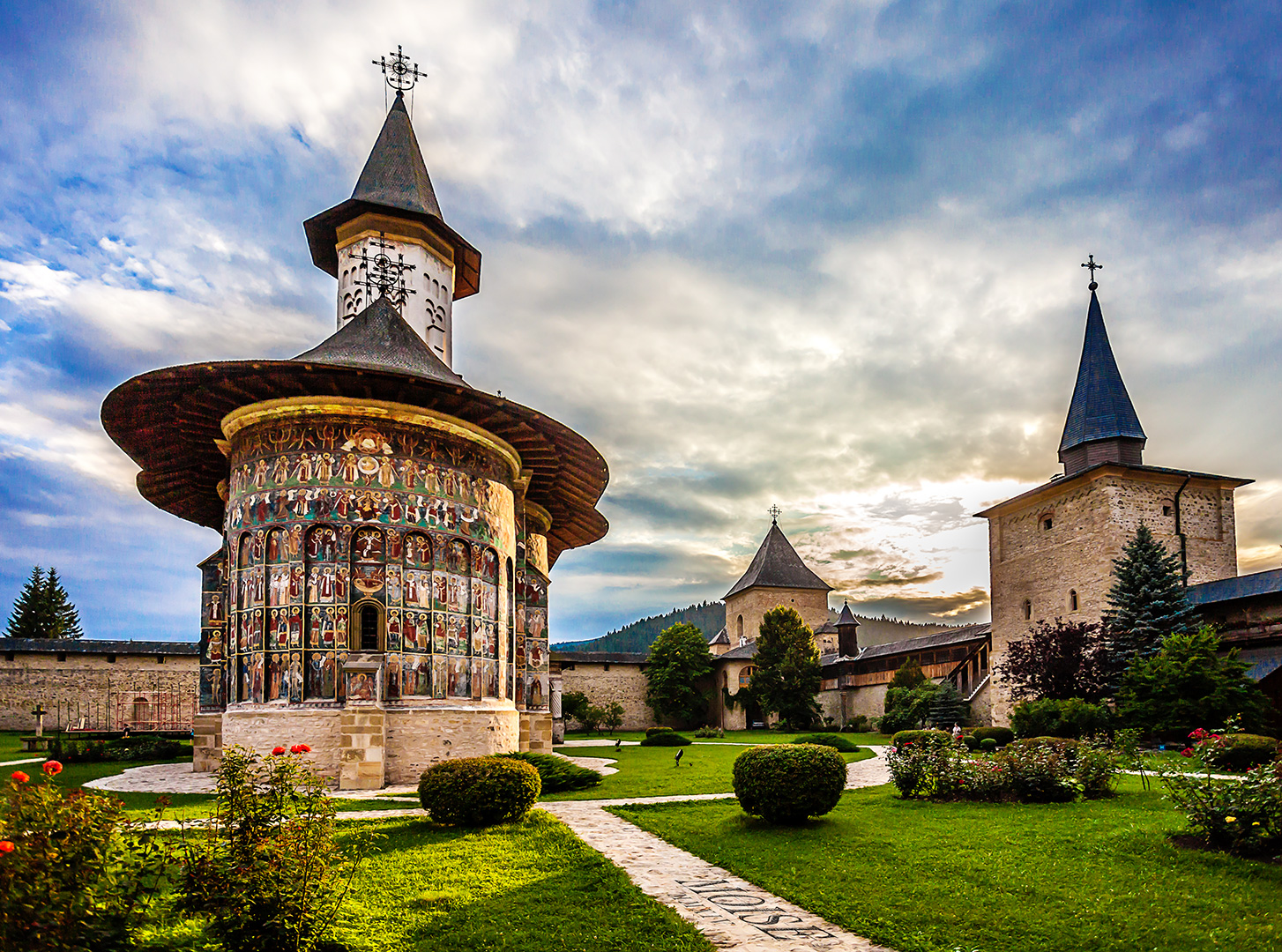
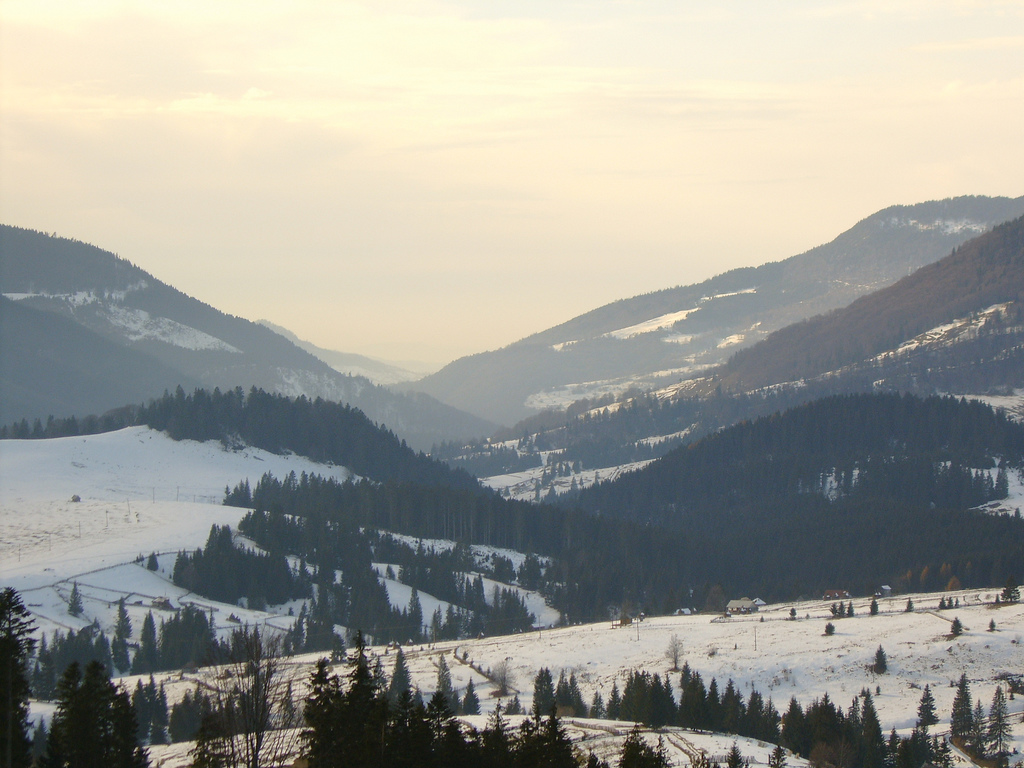
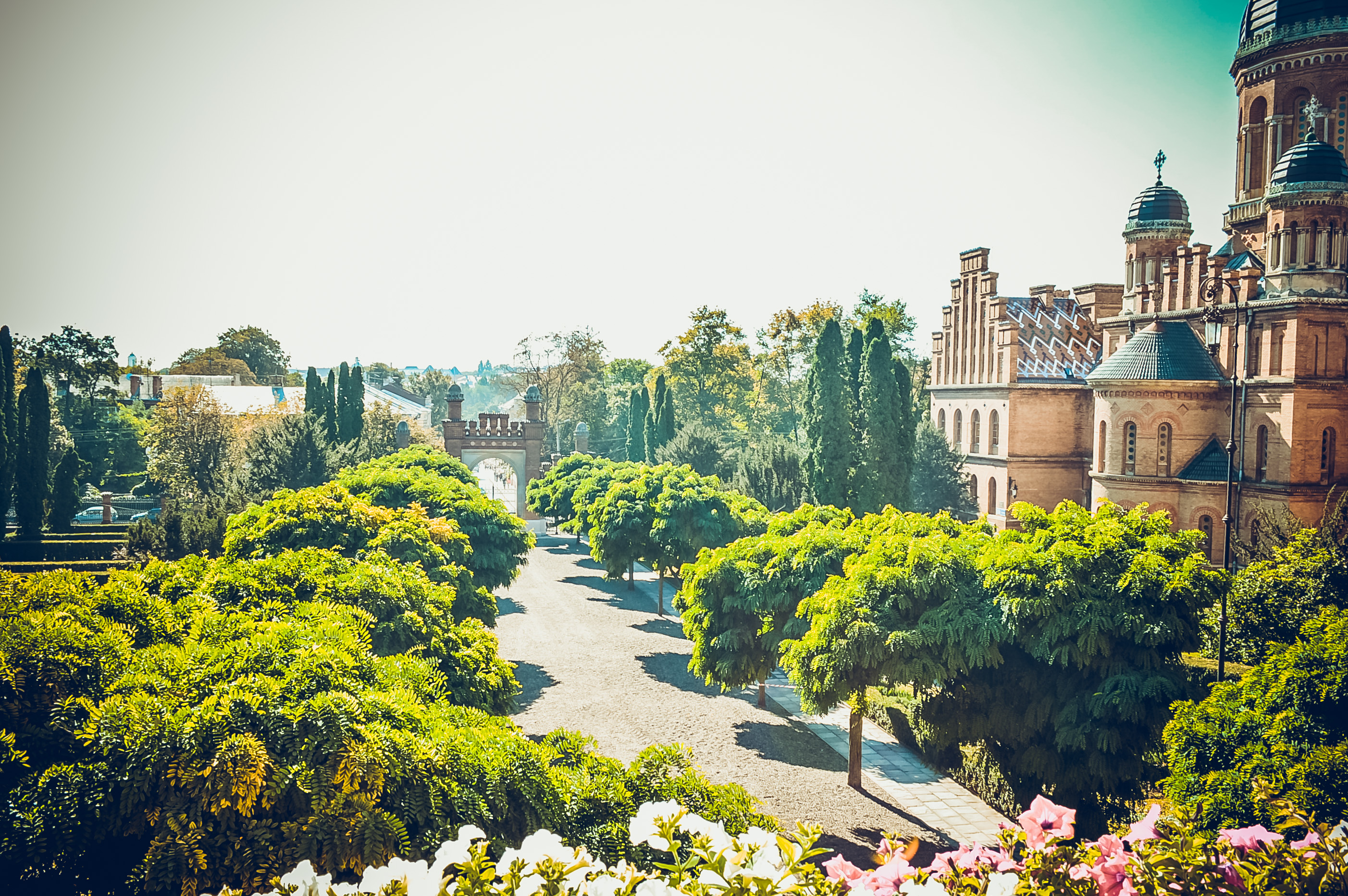